# Santos & Pecadores
Santos & Pecadores est un groupe de pop rock portugais, originaire de Cascais. Beaucoup le considèrent comme le meilleur groupe de pop rock portugais  et sa sonorité est facilement distinguée grâce à la voix du chanteur Olavo Bilac qui est rauque.

## Biographie
Formé par Olavo Bilac (voix), Pedro Cunha (batterie), Pascoal Simões (clavier), Artur Santos (basse) et Rui Martins (cuivres) ; les débuts du groupe Santos e Pacadores remontent à 1987 dans un garage à Cascais. Pedro Almeida (guitare) est rentré dans le groupe à partir de 1992.
Leur premier album Onde estás ?, est édité en 1995. Le disque est réalisé avec la participation du musicien Rui Fadigas, et de l'animatrice de télévision Catarina Furtado. Le disque rencontre un grand succès grâce à la ballade Não voltarei a ser fiel. Le disque Love? est produit par Carlos Maria Trindade. En 1997, le disque Tu est pour la première fois enregistré en direct au Paradise Garage avec la participation de Marta Dias, Kika Santos et Paulo Gonzo. L’album Voar est édité en 1999. Et en 2001, ils éditent un nouvel album, Horas de prazer. La compilation Os Primeiros 10 anos est éditée en 2003, avec trois chansons inédites : Ondas, Um por todos et Perdas.
Après une longue pause, le groupe revient en 2006 avec l’album Acção-reacção et c'est en 2008 qu'ils mettent à disposition le téléchargement du disque Livre trânsito sur leur page officielle  avec de nouvelles versions de leurs plus grands succès. Dix thèmes sont enregistrés en direct et en format acoustique. Le lundi 16 février 2009, à minuit, ils sortent encore l'album caixa dos Segredos, une compile avec deux inédits (Caixa dos segredos et Perdido estou). En même temps, en plus du CD, ils lancent un DVD avec un documentaire, une galerie de photos, un concert acoustique et plusieurs vidéos. 
En 2010, ils se produisent en concert à Nazaré, pendant le festival Nazaré em Festa. C'est également en 2010 que la chanson Tela fait partie de la BSO du film Contraluz de Fernando Fragata.

## Membres
- Olavo Bilac - chant
- Pedro Cunha - batterie
- Pascoal Simões - claviers
- Artur Santos - basse
- Rui Martins - cuivres
- Pedro Almeida - guitare

## Discographie

### Albums studio
- 1995 : Onde estás? (BMG Portugal)
- 1996 : Love (União Lisboa)
- 1997 : Tu (União Lisboa)[3]
- 1999 : Voar (BMG)
- 2001 : Horas de prazer (BMG)
- 2003 : Os Primeiros loares
- 2006 : Acção-reacção (Farol)

### Album live
- 1997 :  Tu (en direct au Paradise Garage)

## Distinctions
- 1997 : double disque d'or pour ses deux premiers albums
- 1999 - Voar, est nommé disque de platine
- 2003 -  La compilation Os Primeiros 10 anos devient disque d'or en quelques semaines
- Prix donnés aux disques les plus vendus au Portugal par l'Associação Fonográfica Portuguesa